# شهرستان خنج
شهرستان خُنج یکی از شهرستان‌های استان فارس، ایران است. مرکز این شهرستان، شهر خنج می‌باشد. جمعیت این شهرستان بر پایهٔ سرشماری سال ۱۳۹۵ ه‍.ش برابر با ۴۱٬۳۵۹ تن بوده است. این شهرستان دارای وسعتی بیش از ۵٬۰۰۰ کیلومتر مربع و ۴۱٬۳۵۹ نفر جمعیت (آمار سال ۱۳۹۵) است. امکانات و صنایع این شهرستان شامل: مساجد فراوان، مسجد تاریخی جامع خنج، حمام قدیمی خنج، آرامگاه‌های علمای اربعه، پارک کوهپایه، و دها پارک محله ای، بیمارستان نبی اکرم، تالار شهر واقعاً در کوی شافعی، شرکت نوشابه‌سازی خنج نوشینه، موزائیک سازی، ۲ کارخانهٔ سنگ‌شکن، سدهگاز خنج، کارخانهٔ خوراک دام، کارخانهٔ قند خنج، نیروگاه ۱٬۰۰۰ مگاواتی در دست ساخت و ۲٬۵۰۰ هکتار نخلیات، ۳۰۰ هکتار مرکبات و ۱۸ رشته قنات، بیش از ۱٬۱۰۰ حلقه چاه و… است.

## جمعیت
شهرستان خنج، براساس سرشماری رسمی سال ۱۳۹۵، تعداد ۴۱٬۳۵۹ تن و شهر خنج، ۱۹٬۲۱۷ تن جمعیت داشته است.

## مردم
مردم خنج از نژاد اچم (خودمونی) هستند و به زبان اچمی و گویش خنجی سخن می‌گویند. دین مردم خنج اسلام است و مذهب آنها اهل سنت و جماعت و از فقه شافعی هستند؛ یعنی از پیروان امام محمد بن ادریس شافعی (رض) هستند.

## تقسیمات کشوری
- بخش مرکزی
  - دهستان تنگ نارک
  - دهستان سیف‌آباد

شهر: خنج
- بخش محمله
  - دهستان باغان
  - دهستان محمله

شهر: محمله